# 天津火車頭体育場
天津火車頭体育場(てんしんかしゃとうたいいくじょう、簡体字中国語: 天津火车头体育场、英: Tianjin Locomotive Stadium)は、中華人民共和国の天津市河北区にある多目的スタジアムである。

## 概要
火車頭とは、中国語で機関車のこと。その名の通り、天津京鉄がスタジアムを保有している。1994年に建設された。収容人数は12,000人、敷地面積は7,200平方メートル。主にサッカーの試合に用いられる。中国サッカー・乙級リーグに所属する天津火車頭がホームスタジアムとして使用している。

## 交通アクセス
北寧公園の園内にある。中国国鉄の天津北駅より徒歩すぐ。